# Dalavaipatti
Dalavaipatti es una ciudad censal situada en el distrito de Salem en el estado de Tamil Nadu (India). Su población es de 7732 habitantes (2011). Se encuentra a 3 km de Salem y a 64 km de Erode.

## Demografía
Según el censo de 2011 la población de Dalavaipatti era de 7732 habitantes, de los cuales 4001 eran hombres y 3731 eran mujeres. Dalavaipatti tiene una tasa media de alfabetización del 68,95%, inferior a la media estatal del 80,09%: la alfabetización masculina es del 77,12%, y la alfabetización femenina del 60,09%.